# EHF Champions League 2017-2018 (pallamano maschile)
La EHF Champions League 2017-2018, nota per ragioni di sponsorizzazione come Velux Champions League, è la 56ª edizione del massimo torneo europeo di pallamano riservato alle squadre di club. È organizzata dall'European Handball Federation, la federazione europea di pallamano.
La competizione è iniziata a settembre 2017 e si concluderà a maggio 2018 con le Final4 a Colonia.
Per la prima volta nella storia della EHF Champions League nella Final4 saranno presenti tre squadre francesi su quattro.
La squadra vincitrice della competizione è il Montpellier Handball che bissa il successo del 2003.

## Formula
- Turno di qualificazione: verrà disputato da quattro squadre, che disputeranno due semifinali; la vincitrice della finale si qualificherà alla fase successiva mentre le altre squadre saranno retrocesse in EHF Cup.
- Fase a gironi: Verranno disputati quattro gruppi, due da otto squadre con gare di andata e ritorno e due da sei squadre con gare di andata e ritorno. Le prime sei dei due gironi da otto si qualificheranno alla fase successiva mentre le prime due dei due gironi da sei si scontreranno per decidere le altre due squadre che procederanno agli ottavi di finale.
- Ottavi di finale: le sedici squadre qualificate dalla fase precedente disputeranno gli ottavi di finale con la formula della eliminazione diretta con partite di andata e ritorno.
- Quarti di finale: le otto squadre qualificate dal turno precedente disputeranno i quarti di finale con la formula della eliminazione diretta con partite di andata e ritorno.
- Final Four: per la nona volta verranno disputate le Final Four del torneo; le semifinali e le finali saranno giocate a giugno nella Lanxess Arena di Colonia.

## Turno di qualificazione

### Tabellone
|  | Semifinali      | Semifinali      | Semifinali |            |             | Finale          | Finale          | Finale          |  |
|  |                 |                 |            |            |             |                 |                 |                 |  |
|  | Sporting CP     | Sporting CP     | 31         |            |             |                 |                 |                 |  |
|  | Sporting CP     | Sporting CP     | 31         |            |             |                 |                 |                 |  |
|  | Riihimäki Cocks | Riihimäki Cocks | 27         |            |             |                 |                 |                 |  |
|  | Riihimäki Cocks | Riihimäki Cocks | 27         |            | Sporting CP | Sporting CP     | 35 (d.t.s.)     |                 |  |
|  |                 |                 |            |            | Sporting CP | Sporting CP     | 35 (d.t.s.)     |                 |  |
|  |                 |                 | Alpla Hard | Alpla Hard | 34          |                 |                 |                 |  |
|  | Tatran Prešov   | Tatran Prešov   | Alpla Hard | Alpla Hard | 34          | 25              |                 |                 |  |
|  | Tatran Prešov   | Tatran Prešov   |            |            |             | 25              |                 |                 |  |
|  | Alpla Hard      | Alpla Hard      | 26         |            |             | Finale 3º posto | Finale 3º posto | Finale 3º posto |  |
|  | Alpla Hard      | Alpla Hard      | 26         |            |             |                 |                 |                 |  |
|  |                 |                 |            |            |             |                 |                 |                 |  |
|  |                 |                 |            |            |             | Riihimäki Cocks | Riihimäki Cocks | 27              |  |
|  |                 |                 |            |            |             | Riihimäki Cocks | Riihimäki Cocks | 27              |  |
|  |                 |                 |            |            |             | Tatran Prešov   | Tatran Prešov   | 30              |  |

### Semifinali
| Arbitri: | Jurinović Mrvica |

|         |           |            |
| Marzo 8 | Marcatori | Rönnberg 9 |

| Arbitri: | Herczeg Südi |

|           |           |          |
| Butorac 7 | Marcatori | Schmid 7 |

### Finale 3º posto
| Arbitri: | Herczeg Südi |

|            |           |        |
| Rönnberg 5 | Marcatori | Krok 6 |

### Finale
| Arbitri: | Jurinović Mrvica |

|         |           |           |
| Marzo 9 | Marcatori | Schmid 10 |

Verdetti:
- Sporting CP qualificato alla fase a gironi Champions League;
- Alpla HC Hard e HT Tatran Prešov qualificati al 3º turno EHF Cup;
- Riihimäki Cocks qualificato al 2º turno EHF Cup.

## Fase a gironi

### Teste di serie

#### Girone A
|  | Pos. | Squadra            | Pt | G  | V | N | S  | GF  | GS  | D   | Note                              |
|  | ---- | ------------------ | -- | -- | - | - | -- | --- | --- | --- | --------------------------------- |
|  | 1.   | Vardar             | 21 | 14 | 9 | 3 | 2  | 390 | 341 | +49 | Qualificato ai quarti di finale   |
|  | 2.   | Barcellona         | 20 | 14 | 9 | 2 | 3  | 408 | 377 | +31 | Qualificato agli ottavi di finale |
|  | 3.   | Nantes             | 20 | 14 | 9 | 2 | 3  | 402 | 382 | +20 | Qualificato agli ottavi di finale |
|  | 4.   | Rhein-Neckar Löwen | 17 | 14 | 6 | 5 | 3  | 416 | 395 | +25 | Qualificato agli ottavi di finale |
|  | 5.   | Pick Szeged        | 13 | 14 | 6 | 1 | 7  | 421 | 411 | +10 | Qualificato agli ottavi di finale |
|  | 6.   | Kristianstad       | 8  | 14 | 3 | 2 | 9  | 355 | 415 | -60 | Qualificato agli ottavi di finale |
|  | 7.   | Wisła Płock        | 7  | 14 | 2 | 3 | 9  | 380 | 408 | -28 |                                   |
|  | 8.   | Zagabria           | 6  | 14 | 2 | 2 | 10 | 349 | 396 | -47 |                                   |

#### Girone B
|  | Pos. | Squadra             | Pt | G  | V  | N | S  | GF  | GS  | D   | Note                              |
|  | ---- | ------------------- | -- | -- | -- | - | -- | --- | --- | --- | --------------------------------- |
|  | 1.   | Paris-Saint Germain | 23 | 14 | 11 | 1 | 2  | 424 | 378 | +46 | Qualificato ai quarti di finale   |
|  | 2.   | Veszprém            | 18 | 14 | 8  | 2 | 4  | 407 | 378 | +29 | Qualificato agli ottavi di finale |
|  | 3.   | Flensburg-Handewitt | 18 | 14 | 7  | 4 | 3  | 410 | 391 | +19 | Qualificato agli ottavi di finale |
|  | 4.   | Kiel                | 16 | 14 | 7  | 2 | 5  | 366 | 361 | +5  | Qualificato agli ottavi di finale |
|  | 5.   | Kielce              | 15 | 14 | 6  | 3 | 5  | 418 | 408 | +10 | Qualificato agli ottavi di finale |
|  | 6.   | Meshkov Brest       | 10 | 14 | 4  | 2 | 8  | 374 | 406 | -32 | Qualificato agli ottavi di finale |
|  | 7.   | Celje               | 7  | 14 | 3  | 1 | 10 | 398 | 434 | -36 |                                   |
|  | 8.   | Aalborg             | 5  | 14 | 2  | 1 | 11 | 364 | 405 | -41 |                                   |

### Non teste di serie

#### Girone C
|  | Pos. | Squadra            | Pt | G  | V | N | S | GF  | GS  | D   | Note                   |
|  | ---- | ------------------ | -- | -- | - | - | - | --- | --- | --- | ---------------------- |
|  | 1.   | Skjern             | 16 | 10 | 8 | 0 | 2 | 326 | 252 | +74 | Qualificato ai playoff |
|  | 2.   | Ademar León        | 12 | 10 | 6 | 0 | 4 | 270 | 270 | +0  | Qualificato ai playoff |
|  | 3.   | Gorenje Velenje    | 12 | 14 | 6 | 0 | 4 | 271 | 271 | +0  |                        |
|  | 4.   | Elverum            | 10 | 10 | 5 | 0 | 5 | 287 | 304 | -17 |                        |
|  | 5.   | Kadetten Sciaffusa | 8  | 10 | 4 | 0 | 6 | 263 | 274 | -11 |                        |
|  | 6.   | Dinamo Bucarest    | 2  | 10 | 1 | 0 | 9 | 278 | 324 | -46 |                        |

#### Girone D
|  | Pos. | Squadra            | Pt | G  | V | N | S | GF  | GS  | D   | Note                   |
|  | ---- | ------------------ | -- | -- | - | - | - | --- | --- | --- | ---------------------- |
|  | 1.   | Montpellier        | 16 | 10 | 8 | 0 | 2 | 309 | 267 | +42 | Qualificato ai playoff |
|  | 2.   | Motor Zaporižžja   | 15 | 10 | 6 | 3 | 1 | 294 | 263 | +31 | Qualificato ai playoff |
|  | 3.   | Beşiktaş           | 11 | 10 | 5 | 1 | 4 | 293 | 296 | -3  |                        |
|  | 4.   | Sporting CP        | 8  | 10 | 4 | 0 | 6 | 293 | 297 | -4  |                        |
|  | 5.   | Metalurg           | 5  | 10 | 2 | 1 | 7 | 262 | 293 | -31 |                        |
|  | 6.   | Čechovskie Medvevi | 5  | 10 | 2 | 1 | 7 | 271 | 306 | -35 |                        |

## Fase ad eliminazione

### Playoff
| Squadra 1        | Squadra 2   | Andata                   | Ritorno                  |
| ---------------- | ----------- | ------------------------ | ------------------------ |
| Motor Zaporižžja | Skjern      | Zaporižžja, 24 feb. 2018 | Skjern, 4 mar. 2018      |
| Motor Zaporižžja | Skjern      | 32 – 30                  | 26 – 33                  |
| Ademar León      | Montpellier | León, 24 feb. 2018       | Montpellier, 4 mar. 2018 |
| Ademar León      | Montpellier | 24 – 28                  | 19 – 20                  |

### Ottavi di finale
| Squadra 1   | Squadra 2 | Gara 1    | Gara 2  | Totale  |
| ----------- | --------- | --------- | ------- | ------- |
| Pick Szeged | Kiel      | Seghedino | Kiel    | 50 - 56 |
| Pick Szeged | Kiel      | 22 - 29   | 28 - 27 | 50 - 56 |

| Squadra 1   | Squadra 2  | Gara 1      | Gara 2     | Totale  |
| ----------- | ---------- | ----------- | ---------- | ------- |
| Montpellier | Barcellona | Montpellier | Barcellona | 56 - 55 |
| Montpellier | Barcellona | 28 - 25     | 28 - 30    | 56 - 55 |

| Squadra 1 | Squadra 2 | Gara 1  | Gara 2   | Totale  |
| --------- | --------- | ------- | -------- | ------- |
| Skjern    | Veszprém  | Skjern  | Veszprém | 61 - 59 |
| Skjern    | Veszprém  | 32 - 25 | 29 - 34  | 61 - 59 |

| Squadra 1     | Squadra 2 | Gara 1  | Gara 2  | Totale |
| ------------- | --------- | ------- | ------- | ------ |
| Meshkov Brest | Nantes    | Brėst   | Nantes  | 52- 60 |
| Meshkov Brest | Nantes    | 24 - 32 | 28 - 28 | 52- 60 |

| Squadra 1    | Squadra 2           | Gara 1      | Gara 2     | Totale  |
| ------------ | ------------------- | ----------- | ---------- | ------- |
| Kristianstad | Flensburg-Handewitt | Kristiansad | Flensburgo | 46 - 53 |
| Kristianstad | Flensburg-Handewitt | 22 - 26     | 24 - 27    | 46 - 53 |

| Squadra 1 | Squadra 2          | Gara 1  | Gara 2   | Totale  |
| --------- | ------------------ | ------- | -------- | ------- |
| Kielce    | Rhein-Neckar Löwen | Kielce  | Mannheim | 77 - 47 |
| Kielce    | Rhein-Neckar Löwen | 41 - 17 | 36 - 30  | 77 - 47 |

### Quarti di finale
| Squadra 1 | Squadra 2 | Gara 1  | Gara 2  | Totale  |
| --------- | --------- | ------- | ------- | ------- |
| Kiel      | Vardar    | Kiel    | Skopje  | 56 - 56 |
| Kiel      | Vardar    | 28 - 29 | 28 - 27 | 56 - 56 |

| Squadra 1           | Squadra 2   | Gara 1     | Gara 2      | Totale  |
| ------------------- | ----------- | ---------- | ----------- | ------- |
| Flensburg-Handewitt | Montpellier | Flensburgo | Montpellier | 45 - 57 |
| Flensburg-Handewitt | Montpellier | 28 - 28    | 17 - 29     | 45 - 57 |

| Squadra 1 | Squadra 2 | Gara 1  | Gara 2  | Totale  |
| --------- | --------- | ------- | ------- | ------- |
| Nantes    | Skjern    | Nantes  | Skjern  | 60 - 54 |
| Nantes    | Skjern    | 33 - 27 | 27 - 27 | 60 - 54 |

| Squadra 1 | Squadra 2           | Gara 1  | Gara 2  | Totale  |
| --------- | ------------------- | ------- | ------- | ------- |
| Kielce    | Paris-Saint Germain | Kielce  | Parigi  | 60 - 69 |
| Kielce    | Paris-Saint Germain | 28 - 34 | 32 - 35 | 60 - 69 |

### Final4
|  | Semifinali          | Semifinali          | Semifinali  |             |        | Finale              | Finale              | Finale          |  |
|  |                     |                     |             |             |        |                     |                     |                 |  |
|  | Nantes              | Nantes              | 32          |             |        |                     |                     |                 |  |
|  | Nantes              | Nantes              | 32          |             |        |                     |                     |                 |  |
|  | Paris-Saint Germain | Paris-Saint Germain | 28          |             |        |                     |                     |                 |  |
|  | Paris-Saint Germain | Paris-Saint Germain | 28          |             | Nantes | Nantes              | 26                  |                 |  |
|  |                     |                     |             |             | Nantes | Nantes              | 26                  |                 |  |
|  |                     |                     | Montpellier | Montpellier | 32     |                     |                     |                 |  |
|  | Vardar              | Vardar              | Montpellier | Montpellier | 32     | 27                  |                     |                 |  |
|  | Vardar              | Vardar              |             |             |        | 27                  |                     |                 |  |
|  | Montpellier         | Montpellier         | 28          |             |        | Finale 3º posto     | Finale 3º posto     | Finale 3º posto |  |
|  | Montpellier         | Montpellier         | 28          |             |        |                     |                     |                 |  |
|  |                     |                     |             |             |        |                     |                     |                 |  |
|  |                     |                     |             |             |        | Paris-Saint Germain | Paris-Saint Germain | 29              |  |
|  |                     |                     |             |             |        | Paris-Saint Germain | Paris-Saint Germain | 29              |  |
|  |                     |                     |             |             |        | Vardar              | Vardar              | 28              |  |

#### Semifinali
| Arbitri: | Gjeding Hansen |

|                    |           |          |
| Lazarov, Tournat 8 | Marcatori | Remili 6 |

| Arbitri: | Elíasson Pálsson |

|                    |           |         |
| Borozan, Cindrić 6 | Marcatori | Porte 8 |

#### Finale 3º posto
| Arbitri: | Lah Sok |

|          |           |           |
| Remili 9 | Marcatori | Cindrić 7 |

#### Finale
| Arbitri: | Raluy Sabroso |

|           |           |                     |
| Lazarov 6 | Marcatori | Fabregas, Simonet 6 |